# 川越織物市場
川越織物市場（かわごえおりものしじょう）は、埼玉県川越市にある建築物。日本で唯一現存する明治時代後期の織物市場建築物となっている。川越市指定有形文化財。

## 概要
1910年（明治43年）に建設され、当時の状態を維持し現在まで残っている。木造2階建ての長屋が向かい合っている。

## 保存活動
2002年にマンション建設予定地となり、解体される危機に瀕した。日本に唯一残る織物市場の産業遺構であることから地元住民を中心に「旧川越織物市場の保存再生を考える会」が発足され、マンション建設業者から川越市に寄贈され、保存が決まった。
2005年には市の有形文化財に指定された。
川越市は隣接する旧栄養食配給所とともに2019年度を目途に修復し活用することを計画している。